# Барселонета (Пуерто-Рико)
Барселонета (ісп. Barceloneta, МФА: [barseloˈneta]) — муніципалітет Пуерто-Рико, острівної території у складі США. Заснований 1 липня 1881 року.

## Географія
Площа суходолу муніципалітету складає 62 км² (66-е місце за цим показником серед 78 муніципалітетів Пуерто-Рико).

## Демографія
Станом на 2010 рік на території муніципалітету мешкало 24 816 ос.
Динаміка чисельності населення:

## Населені пункти
Найбільші населені пункти муніципалітету Барселонета:
| Населений пункт | Статус | Населення :   | Населення :   | Населення :   |
| Населений пункт | Статус | на 01.04.1990 | на 01.04.2000 | на 01.04.2010 |
| --------------- | ------ | ------------- | ------------- | ------------- |
| Барселонета     | Місто  | 4 873         | 4 253         | 3 785         |
| Буфало          | Селище | 1 121         | 1 108         | 949           |
| Гаррочалес      | Селище | 1 316         | 1 208         | 1 086         |
| Імбері          | Селище | 2 554         | 3 021         | 3 899         |
| Тібуронес       | Селище | 1 119         | 709           | 1 616         |